# 크로아티아 농구 국가대표팀
크로아티아 농구 국가대표팀(크로아티아어: Hrvatska košarkaška reprezentacija)은 크로아티아를 대표하여 국가대항전에 참가하는 농구 국가대표팀으로 크로아티아 농구 연맹에 의해 운영된다. 올림픽 본선에는 4번 출전하여 1992년 대회에서 은메달을 획득했고 FIBA 농구 월드컵 본선에는 3번 출전하여 1994년 대회에서 동메달을 획득했으며 FIBA 유로바스켓 본선에는 13번 출전하여 2개의 동메달을 수확했다.

## 주요 대회 성적

### 올림픽
| 올림픽 기록     | 올림픽 기록         | 올림픽 기록         | 올림픽 기록         | 올림픽 기록         |                     |
| 연도            | 결과                | 경기                | 승                  | 패                  |                     |
| --------------- | ------------------- | ------------------- | ------------------- | ------------------- | ------------------- |
| 1936년 - 1988년 | 유고슬라비아의 일부 | 유고슬라비아의 일부 | 유고슬라비아의 일부 | 유고슬라비아의 일부 | 유고슬라비아의 일부 |
| 1992년          | 2위                 | 8                   | 6                   | 2                   |                     |
| 1996년          | 12위                | 8                   | 4                   | 4                   |                     |
| 2000년          | 예선 탈락           | 예선 탈락           | 예선 탈락           | 예선 탈락           | 예선 탈락           |
| 2004년          | 예선 탈락           | 예선 탈락           | 예선 탈락           | 예선 탈락           | 예선 탈락           |
| 2008년          | 6위                 | 6                   | 3                   | 3                   |                     |
| 2012년          | 예선 탈락           | 예선 탈락           | 예선 탈락           | 예선 탈락           | 예선 탈락           |
| 2016년          | 6위                 | 6                   | 3                   | 3                   |                     |
| 합계            | 4/7                 | 28                  | 16                  | 12                  |                     |

## 선수 명단

### 주요 선수
- 토니 쿠코치
- 드라젠 페트로비치
- 다리오 사리치 (피닉스 선즈)
- 드라간 벤데르 (밀워키 벅스)
- 보얀 보그다노비치 (유타 재즈)

## 같이 보기
- 유고슬라비아 농구 국가대표팀